# Gunther Bigl
Gunther Bigl (* 17. März 1972 in Leipzig) ist ein deutscher Unternehmer und Sachbuchautor. 

## Werdegang
Gunther Bigl absolvierte ab 1990 ein Studium der Biologie an der Universität Leipzig, das er mit Diplom abschloss. Während seines Studiums verfasste er eine Reihe von Sachbüchern zu Computerspielen und Betriebssystemen für den Verlag Markt & Technik.
Von 2007 bis 2011 war er für den Bergzoo Halle als wissenschaftlicher Mitarbeiter und Pressesprecher tätig. 2010 startete er das Naturschutz-Netzwerk ZooPal.org. 2013 gründete er die Formicum 3D-Service GmbH, einen Dienstleister für 3D-Druck, dessen Geschäftsführer er bis heute ist.
Bigl ist verheiratet und hat zwei Kinder.

## Bücher
- Bigl/Meyer: Die Siedler II – The Unofficial Guide, Markt & Technik 1996, ISBN 978-3-8272-9007-6
- Bigl: Dungeon Keeper, Markt & Technik 1997, ISBN 978-3-8272-9015-1
- Bigl: Age of Empires, Markt & Technik 1998, ISBN 978-3-8272-9033-5
- Bigl/Kowalski: Die Siedler III, Markt & Technik 1999, ISBN 978-3-8272-9049-6
- Bigl/Kowalski: Dungeon Keeper 2, Markt & Technik, 1999, ISBN 978-3-8272-9073-1
- Bigl: Age of Empires 1+2, Markt & Technik 1999, ISBN 978-3-8272-9042-7
- Bigl: Die Siedler IV, Markt & Technik 2001, ISBN 978-3-8272-9103-5
- Köhre/Bigl: Windows XP- und Hardware-Tuning, Markt & Technik 2002, ISBN 978-3-8272-6349-0